# 에드 게이니
에드워드 C. 게이니 (Edward C. Gainey, 1970년 2월 19일 ~ )는 미국의 민주당 정치인으로 현재 제 61대 피츠버그 시장이다. 이전적으로 그는 제24선거구로부터 펜실베이니아주 연방 하원의원을 지냈다. 2021년 11월 게이니는 피츠버그의 시장이 되는 데 첫 아프리카계 미국인이 되어 2022년 1월 3일 취임하였다.

## 어린 시절과 교육
피츠버그에서 독신 10대 모친에게 태어나 그녀의 모친의 도움과 함께 자라왔다. 그가 아주 어렸을 때 가족은 힐 구역 이웃으로부터 사우스오클랜드 이웃에 있는 론 스트리트로 이주하여 그 거리에 사는 데 두 번째 흑인 가족이었다. 그가 7세 때 가족은 이스트리버트 이웃으로 이주하였다. 거기서 그는 피바디 고등학교를 다니면서 농구를 하였고 1988년 졸업하였다. 고교 시절 후에 게이니는 피츠버그로 돌아오기 전 자신이 앨러게니군 커뮤니티 칼리지로 옮기려고 하여 한 학기 동안 노퍽 주립 대학교에서 수학하였다. 커뮤니티 칼리지를 마친 후, 게이는 모건 주립 대학교에서 수학하였다. 1994년 게이니는 경영학에서 학사와 함께 졸업하였다.

## 경력
자신의 일찍이 경력에 게이니는 펜실베이니아주 연방 하원 의원 조지프 프레스턴 주니어에 입법 보좌관으로서 6년을 보냈다. 게이니의 초기 경력은 또한 피츠버그 시장 톰 머피 아래 특별 프로젝트 매니저로서 기간을 포함하였다. 이 기간 동안 게이니는 이스트리버티에서 경제 개발을 흥행하는 일을 했다. 게이니와 프레스턴의 관계는 이후에 악화되었고 2004년 게이니는 처음에 프레스턴에게 일차적인 도전을 제기하였다. 2006년 게이니는 두 번째로 프레스턴을 도전하여 94표에 의하여 패하였다.
이후에 게이니는 공동체 개발 역할에 루크 레이번스탈 시장 아래 피츠버그 시와 함께 직위를 택하였다. 2010년 그는 도시의 민주당 위원회의 의장이 되었다.

### 펜실베이니아주 하원의원
2004년과 2006년 게이니는 펜실베이니아주 연방 하원의원에서 의석을 위하여 비성공적인 출마를 하였다. 2012년 자신의 3번째 시도에 게이니는 민주당 예비 선거에서 자신의 전 상사 조지프 프레스턴 주니어를 꺾었다. 2013년부터 2022년까지 게이니는 제 24선거구를 대표하였다. 그의 선거구는 홈우드, 이스트리버트, 이스트힐스와 링컨-레밍턴을 포함한 피츠버그에서 많은 다수 흑인 이웃들에 윌킨스버그의 인구학적으로 유사한 인접 자치단체를 포함하였다. 게이니는 펜실베이니아주 입법 흑인 간부 회의의 일원이었다.
2014년 펜실베이니아주 입법부에서 지냈던 동안 게이니는 피츠버그의 경제 개발부인 피츠버그 도시 재개발 당국의 이사회에 가입하여 결과적으로 부의장이 되었다.

### 피츠버그 시장
2021년 1월 게이니는 그해 피츠버그 시장 선거에서 민주당 후보 지명을 위하여 자신의 후보직을 공고하였다. 게이니의 상대들은 시장직에서 2개의 기간 후에 재선을 위하여 출마하고 있었던 현직 시장 빌 페두토를 포함하였다.
페두토가 앨러게니 군수 리치 피츠제럴드와 하원 마이크 도일은 물론 피츠버그 시의원 9명 중에 8명을 포함하여 기관적 연출자들로부터 세간의 이목을 끄는 지지를 받았던 동안 페두토와 게이니는 결성된 노동 단체들로부터 지지를 갈라 놓았고 게이니는 앨러게니군 민주당 위원회와 피츠버그 포스트가제트의 지지와 함께 이겼다. 게이니는 시장으로서 페두토의 2개 기간에 그의 이행을 공격하여 비영리적 의료 대기업 피츠버그 대학교 의료 센터로부터 세금 납부를 추구하는데 실패하고 앤트원 로즈 주니어의 총격 사건 후 경찰-공동체 관계를 향상 시키는 기회의 낭비로 현직 시장을 비난하였다.
2021년 5월 게이니는 민주당 예비 선거에서 46% 대 39%로 페두토를 축출하여 11월 총선에서 피츠버그 시장을 위하여 민주당 후보가 되었다. 11월 2일 게이니는 투표의 70% 이상과 함께 공화당 후보 토니 모레노를 꺾어 피츠버그의 선거 당선자가 되었다. 게이니는 2022년 1월 3일 제 61대 피츠버그 시장으로서 취임하였다.

### 임명들
시장직에서 자신의 시간 동안 게이니는 피츠버그 도시 재개발 당국으로 2명의 사람들 - 최고 경제 개발 운영 책임자 카일 친털라펄리와 주의 하원 세라 이나모라토를 임명하였다. 게이니는 또한 자신의 언론 비서로서 자신의 직무에 올가 조지를 임명하기도 했다. 그는 물론 보고 및 투자 인프라 자산 위원회을 위하여 후보를 지명했지만 그들은 아직도 위원회가 후보자를 완전히 조사하기 때문에 보류 중이다.

## 개인 생활
게이니는 부인 미셸과 3명의 자녀들과 함께 피츠버그의 링컨-레밍턴 이웃에 산다.
2016년 1월 22일 게이니의 여동생 재니스 톨턴잭슨이 술집에서 그녀를 따라온 한 남성에 의하여 피츠버그의 홈우드 이웃에서 총을 맞고 사망하였다.

## 공공 안전
게이니는 피츠버그를 미국에서 가장 안전한 도시로 만들겠다고 다짐하였다. 피츠버그는 주요 범죄 수사대 덕분에 살인 사건 발생으로 쇠퇴하였다. 게이니는 더욱 많은 경찰관들을 고용하고 훈련을 개혁하고 그리고 경찰 학교 교육에서 2개의 새로운 과정들을 표준화 하는데 피츠버그 경찰국과 가까이 일하였다. 게이니 시장은 새로운 경찰국장 래리 시로토를 임명하였고 그는 시의회를 통하여 만장일치로 통과한 후 2023년 6월 정식으로 경찰국장으로 선서되었다. 현직 앨러게니군의 지방 검사 스티븐 재펄라는 게이니의 시장직은 경찰 관행을 제대로 집행하지 못했다는 것을 주장한다.

## 추가적 정책들
게이니의 주요 정책들 중에 하나는 기후변화와 환경 문제들에 있었다. 게이니는 피츠버그 상하수도 당국을 민영화 하지 않고 주도 조례를 통과시키고 기후변화를 다루는 계획을 개발하는 데 환경 운동가들과 일하기로 다짐하였다. 그가 다룰 다른 정책 분야들은 대중 교통과 토지 이용이다. 게이니는 고속철도를 포함한 더욱 낳은 대중 교통을 위하여 자신이 주창할 것이라고 말했다. 그는 또한 어떤 소득 계층에 속한 사람이라도 자신에게 적합한 주거 비용을 지불하고 거주할 수 있는 주택을 위하여 새로운 개발에 일정 비율의 단위를 따로 떼어 놓는 데 개발자들이 필요할 중산층 및 저소득층을 위한 주택 공급 정책을 자신이 지지한다는 것을 말하기도 했다.

### 2024년 예산 제안
2023년 9월 29일 게이니는 자신의 행정부의 2024년 예산 제안을 발표하였으며 총액은 1억 5,550만 달러였다. 제안은 새로운 프로젝트들을 요구했으나 대신 밀린 도시 프로젝트들을 완료하는 데 전념되었다. 제안은 교통 완화 편의 시설에 136% 증가는 물론 다리 경영진에 할당된 자금을 4배로 늘리는 조항들이 포함되어 있다. 2024년 피츠버그 예산은 도시의 수입이 해당 연도의 예상 지출보다 고작 300만 달러 더 높으면서 도시가 2025년-2026년의 이어진 세월에 향할 부족한 한계로 인하여 게이니에게 비판을 불러일으켰다.

## 역대 선거 결과
| 선거명      | 직책명                             | 대수 | 정당   | 득표율  | 득표수   | 결과 | 당락                     |
| ----------- | ---------------------------------- | ---- | ------ | ------- | -------- | ---- | ------------------------ |
| 2012년 선거 | 하원의원 (펜실베이니아 제24선거구) | -대  | 민주당 | 100.00% | 26,032표 | 1위  | 펜실베이니아 주의원 당선 |
| 2014년 선거 | 하원의원 (펜실베이니아 제24선거구) | -대  | 민주당 | 100.00% | 15,600표 | 1위  | 펜실베이니아 주의원 당선 |
| 2016년 선거 | 하원의원 (펜실베이니아 제24선거구) | -대  | 민주당 | 100.00% | 30,562표 | 1위  | 펜실베이니아 주의원 당선 |
| 2018년 선거 | 하원의원 (펜실베이니아 제24선거구) | -대  | 민주당 | 100.00% | 25,322표 | 1위  | 펜실베이니아 주의원 당선 |
| 2020년 선거 | 하원의원 (펜실베이니아 제24선거구) | -대  | 민주당 | 100.00% | 29,919표 | 1위  | 펜실베이니아 주의원 당선 |
| 2021년 선거 | 피츠버그 시장                      | 61대 | 민주당 | 70.8%   | 50,165표 | 1위  | 피츠버그 시장 당선       |